# Distrito de Huachocolpa (Tayacaja)
El Distrito de Huachocolpa es uno de los 18 distritos que conforman la Provincia de Tayacaja, ubicada en el Departamento de Huancavelica, Perú.

## Historia
El distrito de Huachocolpa fue creado el 31 de enero de 1951, mediante Ley n.º 11585, en el gobierno del presidente Manuel  A. Odría.
Los personajes que aportaron fueron:
Óscar Suárez Gutarra, Juan Tapia Torres, Andrés Avelino Silguera, Martín Tapia Torres.

## 
Como categoría de distrito cuenta con Centros Poblados (antes anexos y barrios); asu vez, los centros poblados cuentan con una organización política interna avalados por la Ley de Comunidades Campesinas.

### Centros poblados
Enumerando de sur a norte.
1. Marcavalle
2. Soledad
3. Chihuana
4. San José de Colpa
5. Tauribamba
6. Ichucucho
7. Yurupata

Hasta el año 2020 la zona de valle Lambras formaba parte del distrito:
1. Huaylacucho
2. Cochabamba Chico
3. Colpapampa
4. Santa María
5. Cedro - Puytoc

Dichos centros poblados forman parte del distrito Lambras (creación política 2020).

## Autoridades

### Municipales
A continuación se menciona las autoridades municipales en orden cronológico.
No.                  Alcalde                                Periodo
1         Óscar Suárez Gutarra                 1951-1952        [1p]                      
2         Hildauro Perez Paredes              1952-1955                      
3         Óscar Suárez Gutarra                 1956-1962        [2p]                        
4         Ernesto de la Rosa                      1962-1963                      
5         Andrés Avelino Silguera               1953-1964                       
6         Humberto Suárez Hinostroza       1964-1966       [1p]                   
7         Visitación de la Torre Inga             1967-1970      [1p]                  
8         Pedro Glicerio Tapia Torres           1970-1974                      
9         Visitación de la Torre Inga             1975-1977      [2p]                  
10       Alcibíades Tapia Lozano                1977-1978                      
11       Humberto Suárez Hinostroza         1978-1979     [2p]               
12       Eudosio Chávez Torres                  1979-1980                                                                                                        
13        Máximo Vivanco Pérez                  1981-1983
14        Glicerio Bautista Torres                  1984-1987
15        Absalón Ynostroza Tito                   1987-1989
16        Indalecio Huamaní Rojas                1990-1995
17        Gabriel Chávez Roca                      1996-1998
18        Modesto Méndez Montañez            1999-2002
19        Ribert Gutarra Guillén                      2003-2006
20       Luis Alberto Hinostroza Huamaní     2006-2010
21       Alejandro Nilo Gutarra Palomino      2010-2014
22       Raynerio Bautista Pérez                   2014-2018
23      Fredy Edgar Tapia Bolaños               2018- 2022
24     Efrain Walter Rodríguez Rojas 2023-2026 
```
      Regidores
      #Castro Trillo Luis Belisario
      #Riveros Garcia Maribel Irma 
      #Blandy Torres Quispe
      #Porras Cuadros Rolando
      #De la Torre Acevedo Dante Leopoldo
```

## Educación
Cuenta con centros de educación básica regular estatal del Ministerio de Educación.

### Primaria
1.     Huachocolpa: I.E. No 30949
2.     Tauribamba: I.E. No 
3.     Yurupata : I.E. No 30007
4.     Chihuana. I.E. No 31378
5.     Marcavalle: I.E. No 31283

### Secundaria
1.     Huachocolpa: I.E. "Santa Rosa"
2.     Tauribamba: I.E. "Navio Común Gavilán"
3.     Marcavalle: I.E. "JOSE CARLOS MARIATEGUI"

## Costumbres y Riqueza Cultural
Festividades según calendario

#### Enero
Danza de Tijeras
FIESTA PATRONAL

#### Julio
Santiago

#### Agosto
Fiesta patronal en honor a Santa Rosa de Lima

## Actividad Económica
Como cualquier comunidad de los andes del Perú, el sustento económico está basado principalmente en la agricultura extensiva (producción de autosustento). En menor escala la ganadería, comercio y otras actividades artesanales complementarias.

## Ecosistema

#### Bosque nublado Amaru-Chihuana
ubicado al sur